# NGC 973
NGC 973 è una vasta galassia a spirale situata nella costellazione del Triangolo, a una distanza di circa 223 milioni di anni luce dalla nostra Via Lattea.

## Scoperta
La galassia è stata scoperta il 30 ottobre 1885 dall'astronomo statunitense Lewis Swift.

## Descrizione
NGC 973 ha una classe di luminosità III e presenta una larga riga a 21 cm dell'idrogeno neutro. È anche una galassia attiva del tipo Seyfert 2.
Il database SIMBAD la classifica come galassia LINER, cioè una galassia il cui nucleo presenta uno spettro di emissione caratterizzato da larghe righe di atomi debolmente ionizzati.

## Gruppo di NGC 973
NGC 973 è la più vasta galassia di un gruppo di almeno 20 membri che porta il suo nome. Le altre galassie del New General Catalogue che fanno parte del Gruppo di NGC 973 sono NGC 969, NGC 974, NGC 1002 (=NGC 983), NGC 987 e NGC 1067.